# جوزيف هولت
جوزيف هولت (بالإنجليزية: Joseph Holt) (و. 1807 – 1894 م) هو ضابط، ومحام من الولايات المتحدة الأمريكية ولد في مقاطعة بريكينريج (كنتاكي).
وهو عضو في الحزب الجمهوري .